# Luzon Centrale
Luzon Centrale (Regione III; in tagalog: Gitnang Luzon; in inglese: Central Luzon; in spagnolo: Luzón Central) è una regione amministrativa delle Filippine.
È composta dalle province di Aurora, Bataan, Bulacan, Nueva Ecija, Pampanga, Tarlac e Zambales, e dalle città di Angeles e Olongapo. La città di San Fernando in Pampanga è il capoluogo regionale.

## Geografia fisica

### Suddivisioni amministrative
La regione si suddivide in 7 province e due città indipendenti (Angeles e Olongapo). Vi sono poi  altre 10 città componenti e 118 municipalità.

#### Province
- Aurora
- Bataan
- Bulacan
- Nueva Ecija
- Pampanga
- Tarlac
- Zambales

#### Città
Città indipendenti:
- Angeles (Città altamente urbanizzata - HUC)
- Olongapo (Città altamente urbanizzata - HUC)

Città componenti:
- Balanga, (Bataan)
- Cabanatuan, (Nueva Ecija)
- Gapan, (Nueva Ecija)
- Malolos, (Bulacan)
- Muñoz, (Nueva Ecija)
- Palayan, (Nueva Ecija)
- San Fernando, (Pampanga)
- San Jose, (Nueva Ecija)
- San Jose del Monte, (Bulacan)
- Tarlac, (Tarlac)